# Haimeidae
Haimeidae is een familie van zachte koralen uit de klasse der Anthozoa (Bloemdieren).

## Geslacht
- Ignis Dautova, 2018